# Naval Group
Naval Group, tidigare Direction des Constructions Navales (DCNS), är ett franskt verkstadsföretag, som tillverkar krigsmateriel och energiprodukter. De har fler än 13 000 anställda i tio länder. Den franska staten äger 64 procent av aktiekapitalet och Thales har 35 procent.

## Bakgrund
Företaget har som privaträttsligt företag organiserats på basis av tidigare Direction des Constructions et Armes Navales och den franska marinens varv. Det har sina rötter i varv som inrättades på 1700-talet, till exempel varven i Ruelle 1751, Nantes-Indret 1771 och Lorient (1778) samt varvet i Cherbourg 1813.
Till 1961 underhöll och reparerade den franska flottan sina fartyg i egen regi. Efter successiva organisatoriska förändringar ombildades den helstatliga marina varvsverksamheten till ett aktiebolag 2003 (Direction des Constructions Navales), vilket 2007 övertog Armaris, den marina verksamheten inom Thales.
NG har två produktområden: marina försvarsprodukter som fartyg, ubåtar, torpeder och underhåll, samt energiprodukter som marinmotorer, kraftverk och atomenergi.
Den 28 juni 2017 bytte företaget namn till det nuvarande.